# Kárpáti Kelemen
Kárpáti (Koudelka) Kelemen József (Rábaszentmárton, 1859. augusztus 4. – Szombathely, 1923. február 21.) csornai premontrei rendi kanonok, a rend türjei társházának főnöke, volt székesfehérvári tankerületi királyi főigazgató, a szombathelyi premontrei főgimnázium volt igazgatója, a Ferencz József-rend lovagja.

## Életpályája
1869-től a szombathelyi premontrei rendi főgimnáziumban tanult, ahol 1878-ban érettségizett. 1878-ban a csornai premontrei rendbe lépett. 1878–1882 között a győri papnevelő intézetben teológiát, a budapesti tudományegyetemen teológiát és klasszika-filológiát tanult. 1882-ben a budapesti tudományegyetemen görög–latin szakos középiskolai tanári oklevelet szerzett. 1882-ben szentelték pappá. 1882–1883 között Csornán préposti szertartó volt. 1883–1907 között a csornai premontrei kanonokrend szombathelyi főgimnáziumában a görög és a latin nyelv rendes tanára volt. 1890–1900 között a Vas megyei Régészeti Egylet titkára és Évkönyveinek szerkesztője volt. 1899-től a Vasvármegyei Kultúregyesület titkára lett. 1907–1909 között a főgimnázium igazgatója és a szombathelyi premontrei szerzetesrend házfőnöke volt. 1908–1919 között a szombathelyi múzeum igazgatója és a néprajzi tár őre volt. 1911–1920 között a székesfehérvári tankerület főigazgatója is volt. 1919-ben nyugdíjba vonult. 1920–1923 között Türjén házfőnök volt.
Több közleményben foglalkozott Savaria római kori történetének kérdéseivel.

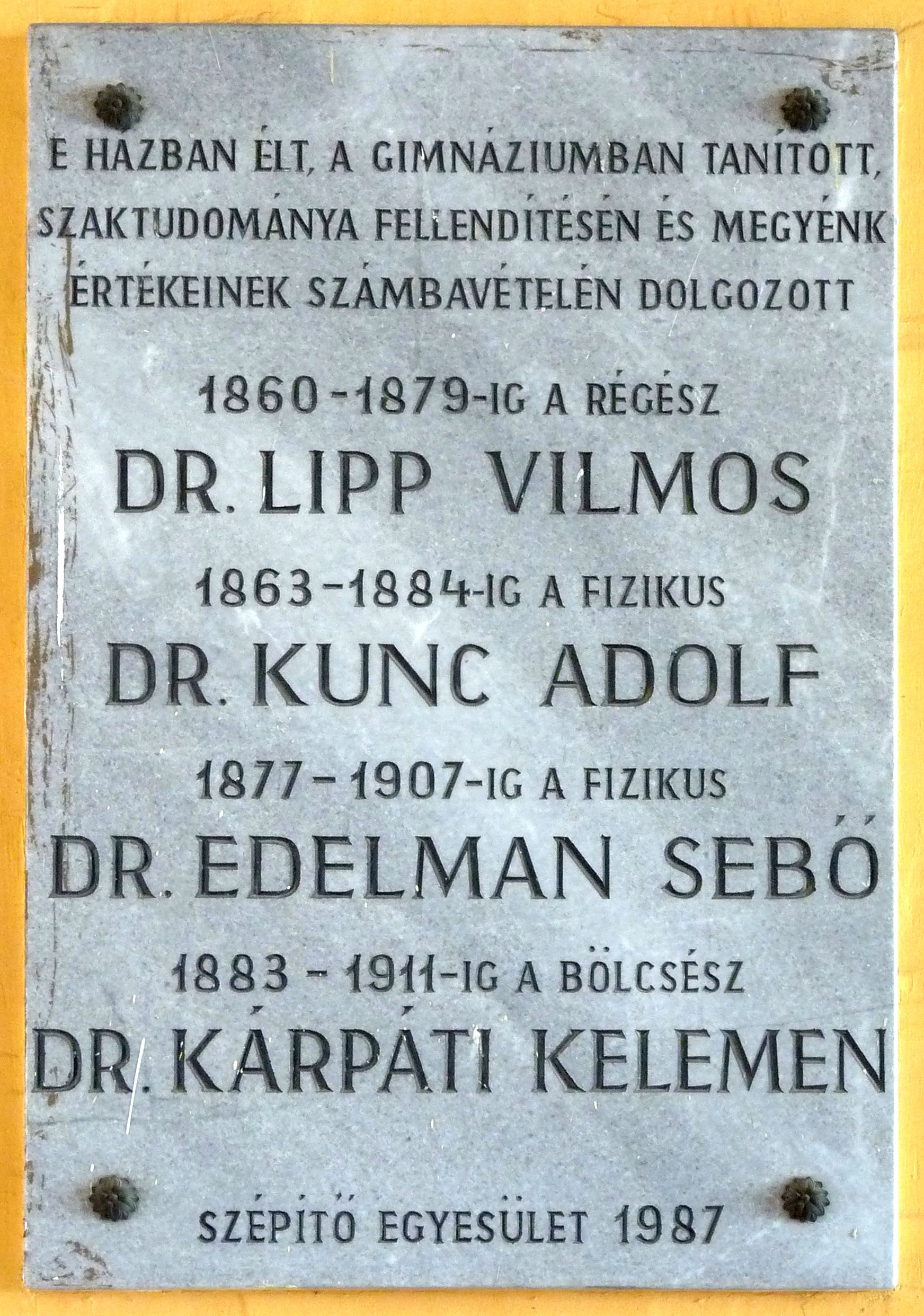
Lipp Vilmos (1835–1888) régész, Kunc Adolf (1835–1888) fizikus, Edelman Sebő (1853-1921) fizikus és Kárpáti Kelemen (1859–1923) bölcsész, a helyi gimnázium tudós tanárainak emléktáblája annak a háznak a falán ahol egykor éltek és dolgoztak. (Szombathely, Széchenyi István utca 2.)

## Művei

### Történeti és régészeti írások
- A háború és a béke a régi rómaiaknál (A szombathelyi királyi katholikus főgymnasium értesítője, 1887/88; és külön: Szombathely, 1888)
- Római légiók Pannoniában (Vasvármegyei Régészeti és Történeti Egylet Évkönyve, 1890/91; és külön: Szombathely, 1891)
- A szombathelyi királyi katholikus főgymnasium története. I–II. kötet (Szombathely, 1890–1891)
- Sabariai leletek (Vasvármegyei Régészeti és Történeti Egylet Évkönyve, 1893/94)
- Szombathely-Savaria rendezett tanácsú város monographiája. I.-II. kötet; Szombathely, 1880-1894)[4]
- Játékok a régi Rómában. – A régi római deák vakácziók (Tanulók Lapja, 1895)
- A velemi bronzlelet (Vasvármegyei Régészeti és Történeti Egylet Évkönyve, 1895/96)
- Vasvármegye őstörténete (Magyarország vármegyéi és városai. Vasvármegye. Szerkesztette: Borovszky Samu; Budapest, 1898)
- Három látogatás a Vasvármegyei Régészeti és Történeti Egylet szombathelyi régiségtárában (A szombathelyi királyi katholikus főgymnasium értesítője, 1898/99; és külön: Szombathely, 1899)
- Sabariai régiségekről (Archaeologiai Értesítő, 1899)

### Klasszika-filológiai dolgozatok és tankönyvek
- Quintus Horatius Flaccus válogatott ódái és epodosai prózában (Válogatta, fordította és magyarázta: Kárpáti Kelemen; Szombathely, 1899)
- Szemelvények Curtius Rufus Macedon Nagy Sándor története című művéből (Fordította, válogatta és magyarázta: Kárpáti Kelemen (Budapest, 1901)
- Latin nyelvtan (Budapest, 1906; 2. kiadás: 1916; 3. kiadás: 1919)
- Latin olvasó- és gyakorlókönyv az 1–3. osztály számára. Gimnáziumi használatra. I–III. kötet (Budapest, 1906–1909)

## Díjai
- a Ferenc József-rend lovagja (1909)